# 4539 Miyagino
4539 Miyagino este un asteroid din centura principală, descoperit pe 8 noiembrie 1988 de Masahiro Koishikawa.